# Astaena forsteri
Astaena forsteri är en skalbaggsart som beskrevs av Frey 1974. Astaena forsteri ingår i släktet Astaena och familjen Melolonthidae. Inga underarter finns listade.